# Доминика на Летњим олимпијским играма 1996.
Доминики је ово био прво учешће на олимпијским играма. Олимпијски комитет Доминике је основан 1993. године, а у МОК је примљена 1998. године, али јој је дозвољено да учествује на Летњим олимпијским играма 1996. у Атланти.
У свом дебију Доминику је представљало 6 спортиста (4 мушкарца и 2 жене) који су се такмичили у два спорта: атлетици и пливању.
Заставу Доминике на свечаном отварању носио је атлетичар Жером Ромен, који је на Светском превенству 1995. у Гетеборгу, у троскоку освојио треће место и једину атлетску медаљу на великим такмичењима за Доминику.
У свом првом наступу спортисти Доминике нису освојили ниједну медаљу.

## Учесници по дисциплинама
| Спорт     | Мушкарци | Жене | Укупно |
| --------- | -------- | ---- | ------ |
| Атлетика  | 3        | 2    | 5      |
| Пливање   | 1        | 0    | 1      |
| Укупно(2) | 4        | 2    | 6      |

### Атлетика
Тркачке дисциплине
| Атлетичар/ка Лични рекорд | Дисциплина       | Група    | Група        | Полуфинале        | Полуфинале        | Финале            | Финале            | Детаљи                                       |
| Атлетичар/ка Лични рекорд | Дисциплина       | Резултат | Место        | Резултат          | Место             | Резултат          | Место             | Детаљи                                       |
| ------------------------- | ---------------- | -------- | ------------ | ----------------- | ----------------- | ----------------- | ----------------- | -------------------------------------------- |
| Хермин Џозеф 11,44        | 100 м жене       | 11,56    | 4 у 2. гр    | Није се пласирала | Није се пласирала | Није се пласирала | Није се пласирала | Архивирано на веб-сајту (27. септембар 2007) |
| Дон Вилијамс              | 800 м жене       | 1:59,65  | 3 у 3. гр кв | 1:59,06           | 5 у 1. ПФ         | Није се пласирала | Није се пласирала | Архивирано на веб-сајту (27. септембар 2007) |
| Седрик Харис 1:51,23      | 800 м мушкарци   | 1:51,46  | 6 у 3. гр    | Није се пласирао  | Није се пласирао  | Није се пласирао  | Није се пласирао  | Архивирано на веб-сајту (27. септембар 2007) |
| Стив Агае 3:36:60         | 1.500 м мушкарци | 3:43,02  | 8 у 1. гр    | Није се пласирао  | Није се пласирао  | Није се пласирао  | Није се пласирао  |                                              |

Техничке дисциплине
| Атлетичар Лични рекорд | Дисциплина       | Квалификације | Квалификације | Квалификације | Квалификације | Финале    | Финале    | Финале    | Финале       | Финале       | Финале       | Финале           | Финале       | Детаљи |
| Атлетичар Лични рекорд | Дисциплина       | 1 покушај     | 2 покушај     | 3 покушај     | Место         | 1 покушај | 2 покушај | 3 покушај | 4 покушај    | 5 покушај    | 6 покушај    | Најбољи резултат | Место        | Детаљи |
| ---------------------- | ---------------- | ------------- | ------------- | ------------- | ------------- | --------- | --------- | --------- | ------------ | ------------ | ------------ | ---------------- | ------------ | ------ |
| Жером Ромен 17,59      | троскок мушкарци | 16,80         | X             | Х             | 10/43 кв.     | X         |           |           | Нема пласман | Нема пласман | Нема пласман | Нема пласман     | Нема пласман |        |

## Пливање

### Мушкарци
| Пливач       | Дисциплина    | Група | Група   | Полуфинале       | Полуфинале       | Финале           | Финале           | Детаљи         |
| Пливач       | Дисциплина    | Време | Пласман | Време            | Пласман          | Време            | Пласман          | Детаљи         |
| ------------ | ------------- | ----- | ------- | ---------------- | ---------------- | ---------------- | ---------------- | -------------- |
| Вудро Лоренс | 50 м слободно | 27,88 | 60 / 64 | Није се пласирао | Није се пласирао | Није се пласирао | Није се пласирао | [ мртва веза ] |

## Статистика
- Укупно учесника: 6 (4 мушкараца, 2 жена)
- Укупно спортова: 2 (6 дисциплина)
- Најмлађи учесник: Дон Вилијамс, 22 година и 216 дана Атлетика
- Најстарији учесник: Хермин Џозеф, 32 година и 6 дана Атлетика
- Освојено медаља: ниједна
- Најуспешнији такмичар: Дон Вилијамс, 9. место у 800 м
- Укупни пласман: 80 — 187. места међу земљама које нису освајале медаље.